# Zinkensdamms IP

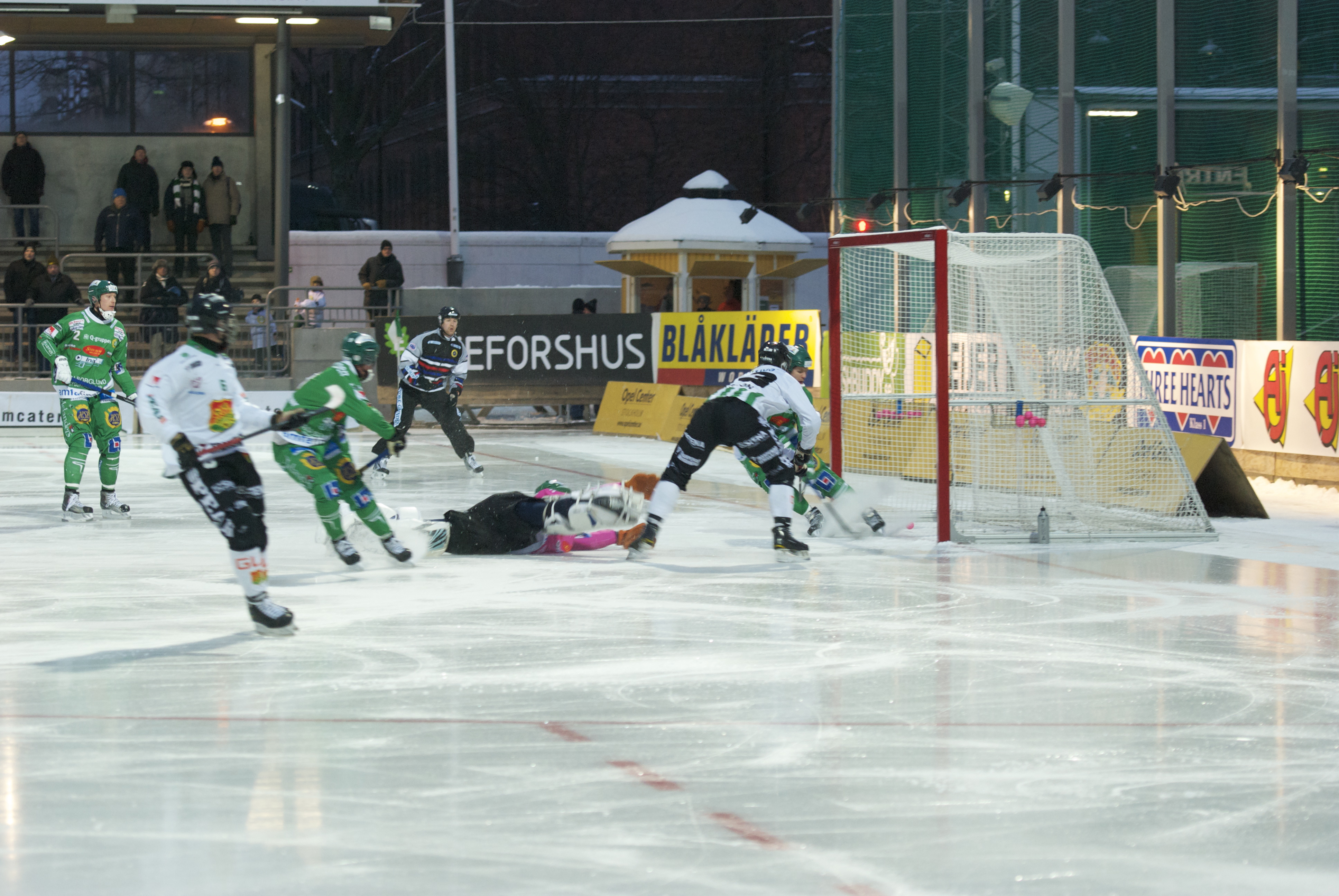
Bandy-Spiel im Zinkens

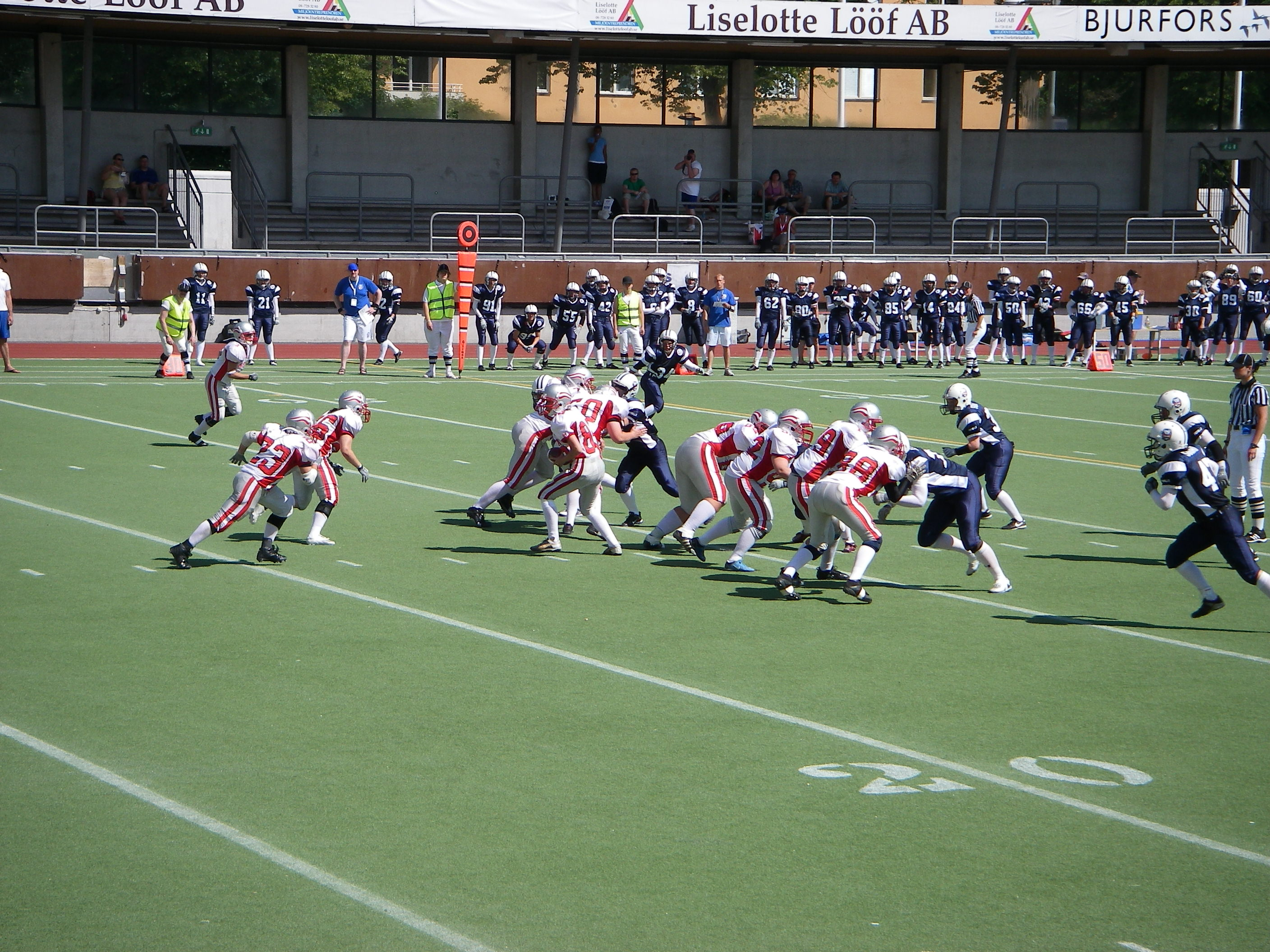
American-Football-Spiel im Zinkens

Der Zinkensdamms idrottsplats, üblicherweise als Zinkensdamms IP, umgangssprachlich Zinken oder Zinkens genannt, ist ein Fußballstadion im Stadtbezirk Södermalm der schwedischen Hauptstadt Stockholm.

## Geschichte
Die Anlage wurde vom Architekten Paul Hedqvist entworfen. Die Eröffnung erfolgte am 18. Mai 1937 mit einem Fußballspiel zwischen Reymersholms IK und Djurgårdens IF. Der Name geht auf den deutschen Frantz Zink zurück, der auf dem ursprünglich sumpfigen Gebiet einen Damm baute.
Die Sportstätte wurde für viele Sportarten benutzt, neben Fußball auch für Leichtathletik, Bandy und Schlittschuhlaufen. In den 1980er Jahren wurde das Stadion modernisiert, unter anderem mit einer Anlage zur Erzeugung von Kunsteis. Es war Austragungsort der Bandy-Weltmeisterschaften 1997, 2004, 2006 und 2009 und ist heute Heimstadion von Hammarby IF in der Elitserien, der höchsten Bandy-Liga Schwedens. Im Sommer wird der Kunstrasenplatz vom American-Football-Team Stockholm Mean Machines und für Spiele der schwedischen American-Football-Nationalmannschaft genutzt. Die American-Football-Weltmeisterschaft der Frauen 2010 wurde im Zinkens ausgetragen. Daneben spielen unterklassige Fußballvereine im Stadion.